# Атака дронів на Харків 9 лютого 2024 року

## Хід подій
Згідно з даними ОВА, щонайменше 10 БпЛА були запущені з території Росії, з них 8 були збиті. Відбулося влучання по нафтобазі, внаслідок якого розлилося пальне та спалахнула пожежа – вогонь поширився на 15 приватних будинків.
«Обстріляно зокрема й нафтобазу, звідки й стався витік палива. Наразі один резервуар ще заповнений, тому небезпека зберігається. За необхідності розширимо зону евакуації й відселення. Уже евакуйовано 50 людей. Чотири людини врятовано, зокрема одна дитина. До ліквідації наслідків обстрілів загалом залучено понад 200 рятувальників», - йдеться у повідомленні.
Українська ППО в ніч на 10 лютого знищила 23 із 31 БпЛА над Одеською та Харківською областями.

## Жертви
Внаслідок атаки загинуло семеро людей. В одному з приватних житлових будинків внаслідок пожежі, яка була спровокована російськими ударами, загинула родина з 5 людей.